# Служба освітніх тестувань

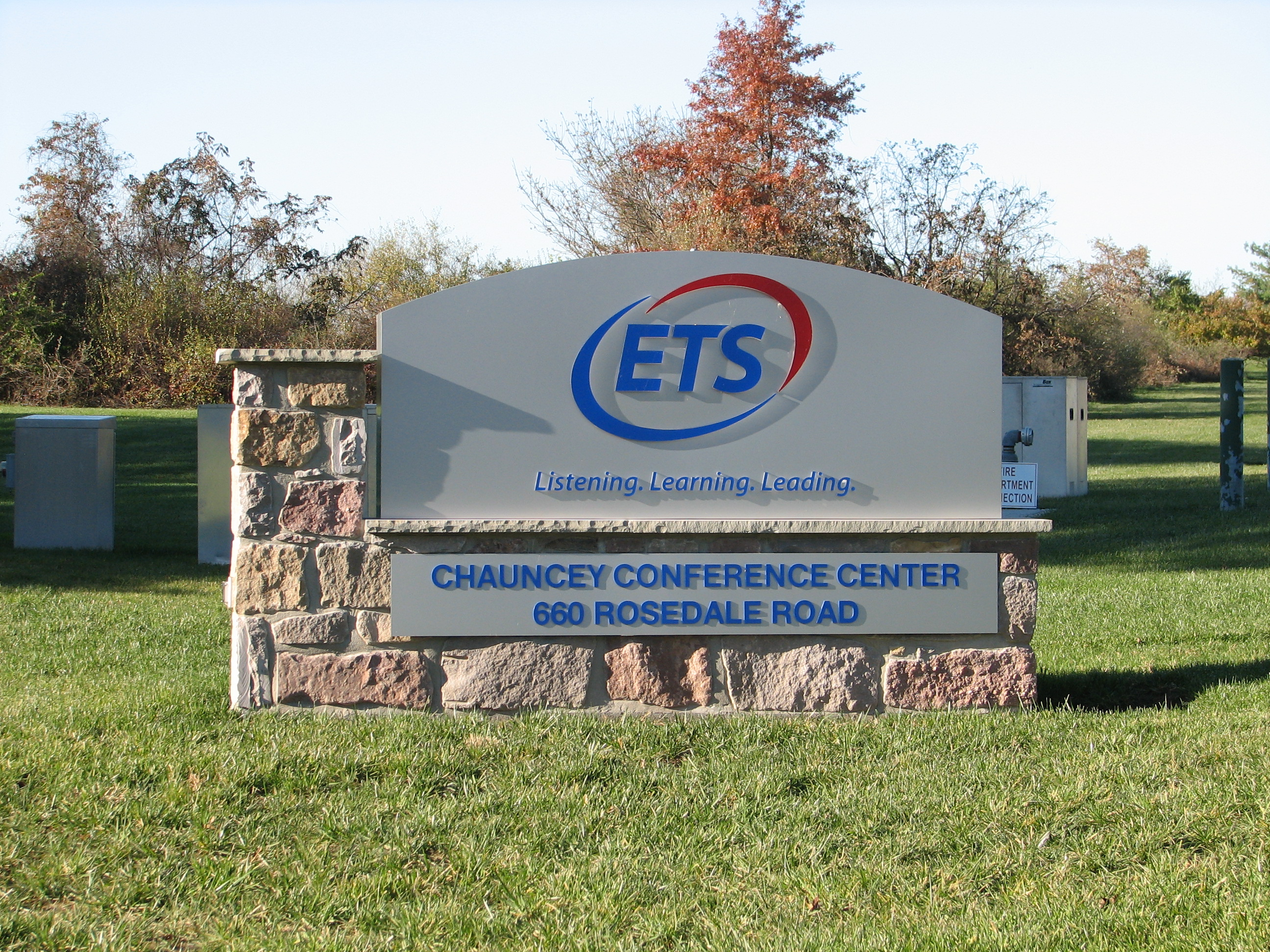
Вивіска ETS, вигляд з боку Роуздейл-роуд у місті Лоуренс

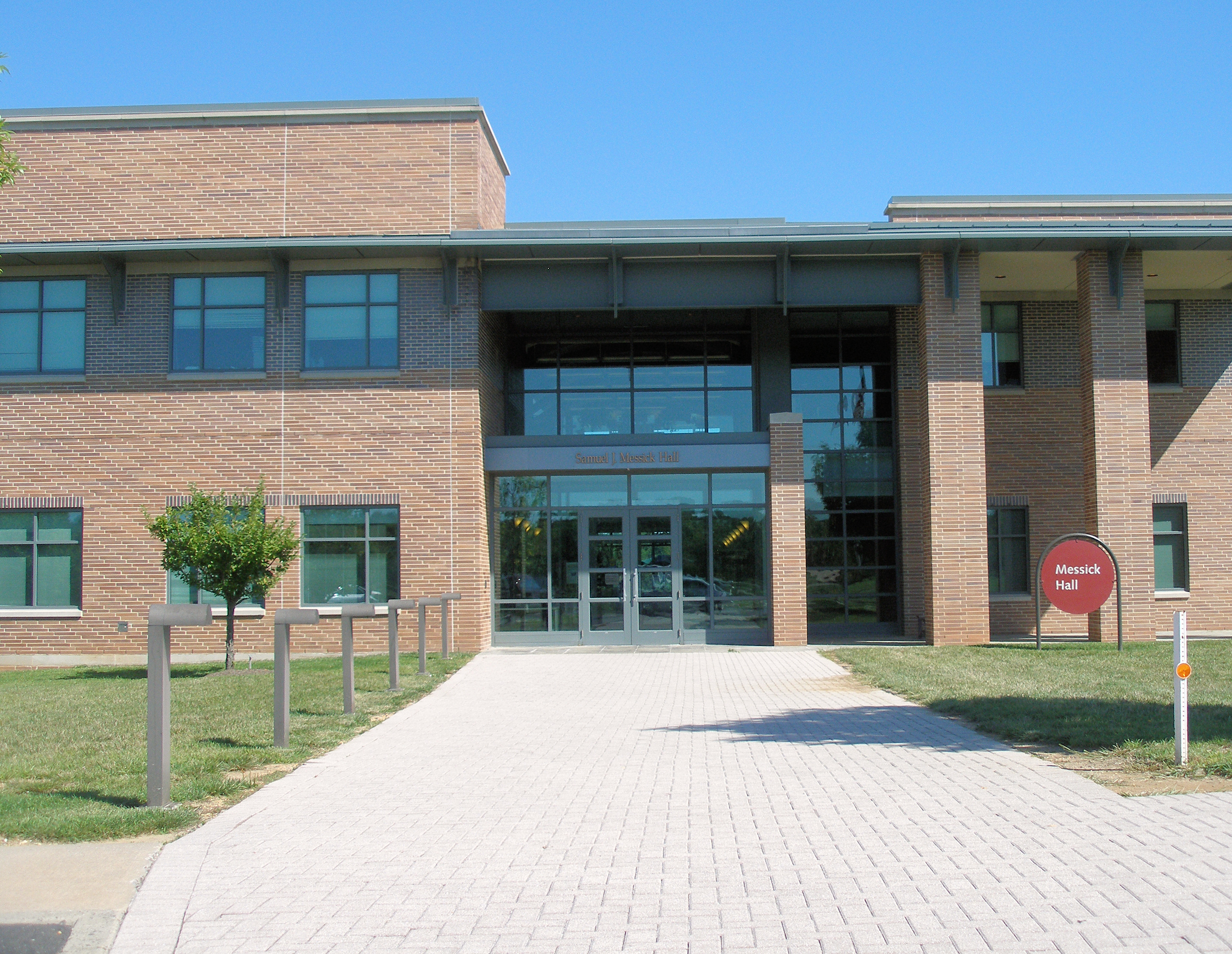
Мессік Холл у штаб-квартирі ETS

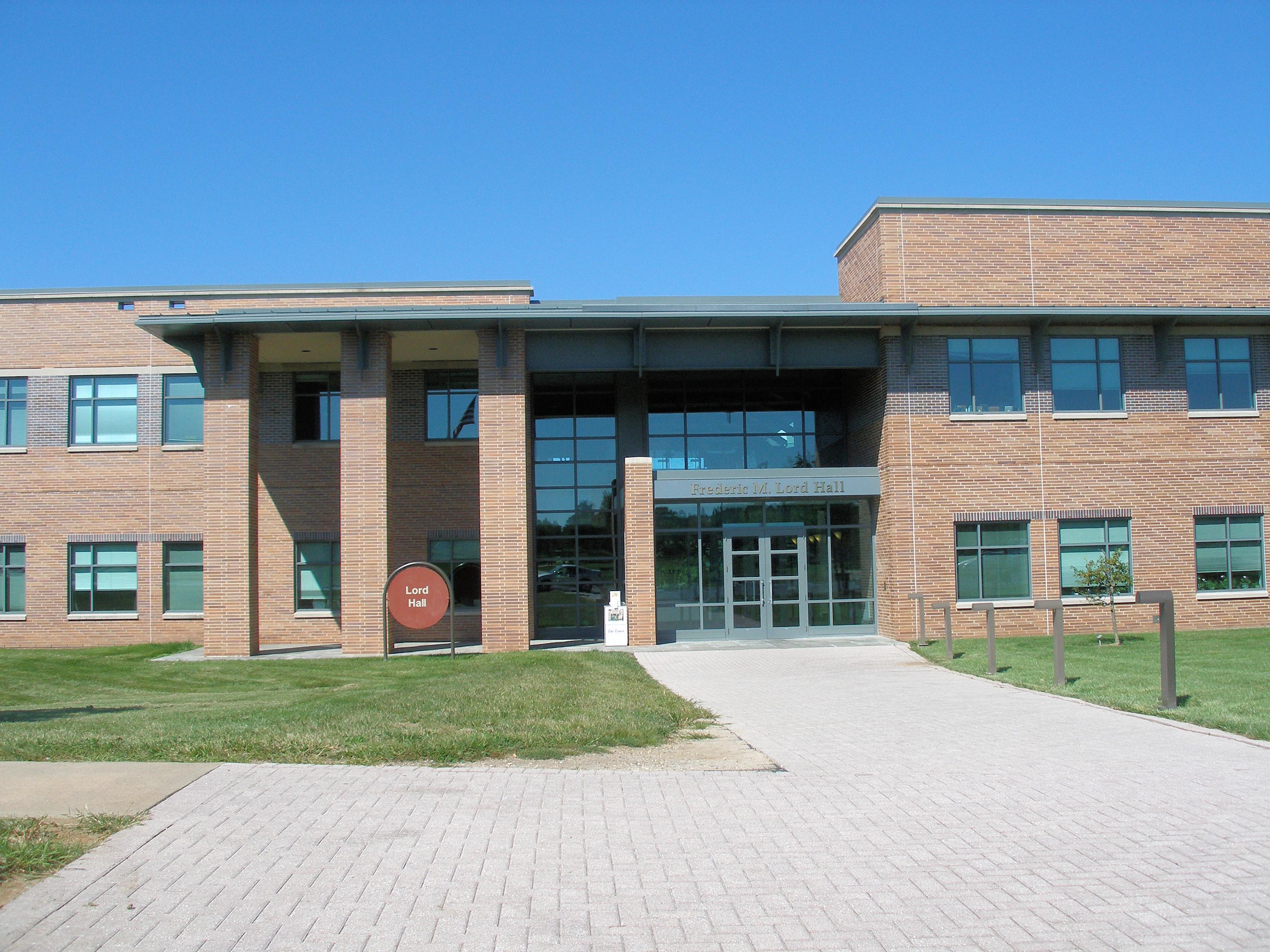
Лорд Холл у штаб-квартирі ETS

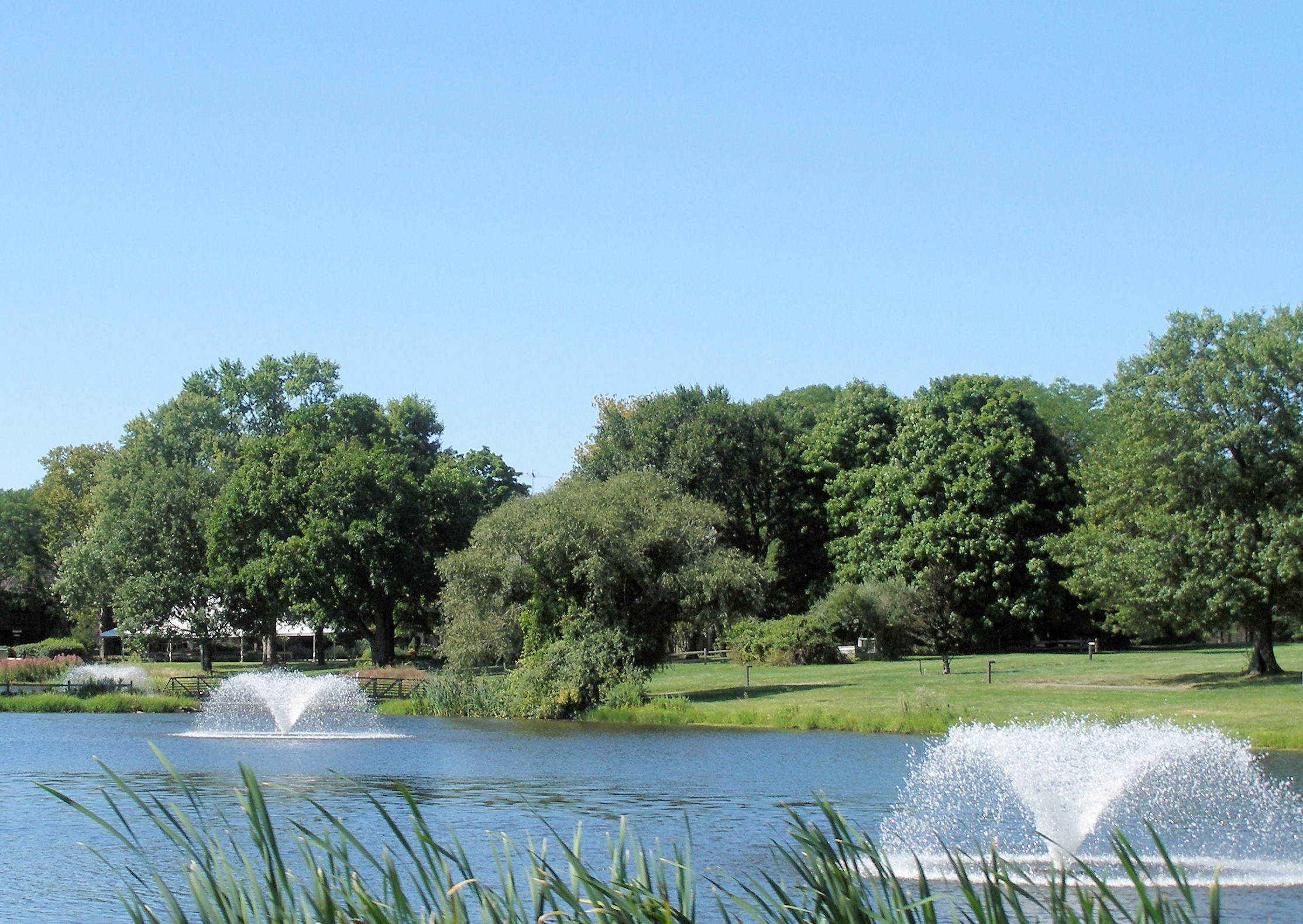
Ставок позаду основних будівель компанії у м. Лоуренс

Служба освітніх тестувань (ETS) найбільша в світі приватна некомерційна організація яка заснована в 1947 році та проводить освітні тестування та оцінювання, аналітичні дослідження. Штаб-квартира організації знаходиться у місті Лоуренс, штат Нью-Джерсі, (має поштову адресу в місті Принстон).
ETS розробляє різноманітні стандартизовані тести, перш за все, в США для випускників шкіл які отримують повну середню освіту (рівень К-12) та вищої освіти, а також проводить міжнародні тести, включаючи TOEFL (Тест англійської мови як іноземної), TOEIC (Тест англійської мови для міжнародної комунікації), Graduate Record Examination (GRE) Загальні та предметні тести, HiSET та тести серії Praxis — у більш ніж 180 країнах та у понад 9000 місцях тестування, по всьому світу. Значна частина оцінок з тестів розроблених організацією є основою для вступу до вищих навчальних закладів США та освіти за освітньо-науковим рівнем (аспірантури), але також розроблені методики оцінювання результатів навчання за рівнем K — 12 (загальна середня освіта), які використовуються для визначення освітнього рівня випускників у багатьох штатах, включаючи Каліфорнію, Техас, Теннессі та Вірджинію. Загалом ETS щорічно організовує 20 мільйонів іспитів у США та 180 інших країнах.

## Історія
ETS — зареєстрована в США неприбуткова організація 501 (c) (3), яка створена в 1947 р. Засновниками ETS є:
- American Council on Education (ACE), (укр. Американська Рада з питань освіти)
- The Carnegie Foundation for the Advancement (укр. Фонд Карнегі з підвищення рівня освіти та викладання)
- та The College Entrance Examination Board.[2] (укр. Рада Коледжів)

ETS було утворено в 1947 р. з метою проведення тестувань та оцінювань рівня знань які, з огляду на особливості стрктурної побудови, не могли якісно проводити організації-засновники, а також для здійснення досліджень, спрямованих на розвиток освітніх вимірювань та освіти загалом. Серед інших функцій, організації засновники передали у відання ETS Єдину службу тестування та Національний іспит для вчителів (ACE); GRE (фонд Карнегі); а Рада Коледжів передала ETS забезпечення проведення та розвитку (але не права власності) SAT для випускників середніх шкіл.

## Наукові досягнення
Відповідно до проголошеної мети діяльності, ETS розроблено програму досліджень, яка охоплює не лише психометричні вимірювання та освіту, але й такі суміжні області, як статистику, оцінювання навчальних досягнень та психологія, зокрема когнітивнау, розвивальну, соціальна психологію психологію особистості. До реалізації зазначеної програми було залучено значну кількість науковців в загальних сферах. Серед найвідоміших вчених залучених до програми можна назвати — Гарольда Гулліксена (робота «Теорія розумових тестів» створено класичну теорію тестування); Фредеріка Лорда (сучасна теорія тестування); Семюеля Мессіка (сучасна теорія визначення валідності); Роберта Лінна (відомий діяльністю в галузі тестуванням та освітньої політики); Нормана Фредеріксена (оцінка ефективності); Ledyard Tucker (тестовий аналіз, включаючи винахід «методу Ангофа» дослідження стандартизації); Дональд Рубін (диференційні значення та причинно-наслідкова модель Рубіна); Карл Йореског (моделювання структурних рівнянь та підтверджуючий факторний аналіз); Пол Голланд (диференційоване функціонування завдань, тестове вирівнювання, причинно-наслідкове моделювання); Джон Керролл (мовне тестування та когнітивна психологія); Майкл Льюїс (когнітивний, соціальний та емоційний розвиток немовляти); Ірвінг Сігель (пізнавальний розвиток дітей); Герман Віткін (пізнавальний та навчальний стилі); К. Патрісія Крос (освіта для дорослих); Семюел Бал (дослідник в галузі оцінювання, який вперше задокументував позитивні освітні ефекти телепередачі Вулиця Сезам); Девід Розенхан (відомий експериментом Розенхана, який поставив під сумнів обгрунтованість психіатричної діагностики); Жанна Брукс-Ганн (вплив рівня життя на розвиток немовлят, дітей та підлітків); та Ентоні Карневале (освіта та робоча сила).
Члени ETS очолювали Національної ради з питань оцінювання в освіті (NCME); Психометричне товариство ; відділ вимірювання та оцінки Американської асоціації освітніх досліджень (AERA); Відділ оцінювання, вимірювання та статистики Американської психологічної асоціації (APA); відділ психології розвитку APA; та Товариство Жана Піаже. Вони входили до числа виконавчих редакторів журналу «Освітня оцінка», « Журналу освітньої та поведінкової статистики», «Оцінки освіти та аналізу політики», « Журналу психології освіти», « Журналу прикладної психології розвитку» та дискурсних процесів.
Високий науковий рівень співробітників дозволив ETS не лише продукувати нові знання а й розробити методологію, особливо в галузі вимірювань та статистики, яку широко використовують у світі. Серед ключових наукових досягнень:
- спільна розробка сучасної теорії тестування, інтегрованої основи для розв'язання різноманітних практичних проблеми, пов'язаних з розробкою та аналізом тестів;[10][11][12]
- створення алгоритму та програмного забезпечення для моделювання структурних рівнянь та Підтверджуючого факторного аналізу (LISREL), використовуваних у соціальних науках для перевірки теоретичних зв'язків між змінними;[13]
- внесок у сучасну теорію валідності;[14]
- розробка широко використовуваних підходів до аналізу неповних даних ;[15]
- створення Причинно-наслідкової моделі Рубіна ;[16][17]
- розробка In-Basket Test (застосовується в усьому світі для оцінки претендентів на керівні роботи в найрізноманітніших галузях);[18]
- розробка методів виявлення несправедливості тесту, включаючи винахід стандартизаційного підходу до диференційованого функціонування завдань (ДФЗ, англ. DIF) та застосування методу Мантеля-Хаензеля;[19]
- створення цілісно-бального підходу до оцінки письмового викладу, засобу швидкого та надійної оцінки якості тексту есе, що дозволило цій формі тестування успішно конкурувати із запитаннями з широким вибором варіантів для широкомасштабних програм тестування;[20][21]
- розробка на основі наукових досліджень процедур та стандартів професійного ліцензування та сертифікації.[22]

## Сучасний стан
Міжнародна штаб-квартира ETS розташована на ділянці площею 152,2 га поблизу міста Прінстон, штат Нью-Джерсі в місті Лоуренс, графство Мерсер ; центр обробки даних, служба доставки та обслуговування клієнтів, служба безпеки знаходяться в кампусі у сусідньому місті Юінг. Другий за величиною офіс ETS розташовано у Сан-Антоніо, штат Техас. В ньому розміщено відділ оціночних програм K-12 (загальна середня освіта), а також менші офіси у Філадельфії, Пенсильванії, Вашингтоні, округ Колумбія, Хато-Рей, Пуерто-Рико, Конкорд, Сакраменто та Монтерей, Каліфорнія. Офіси організації за кордоном пов'язані з дочірніми компаніями, що є комерційними та повністю належать ETS, включають Амстердам (штаб-квартира ETS Global BV), Лондон (ETS Global BV), Сеул (ETS Global BV), Париж (ETS Global BV), Амман (ETS Global BV), Варшава (ETS Global BV), Пекін (ETS China) та Кінгстон, Онтаріо (ETS Канада). Не враховуючи дочірніх організацій, у ETS працює близько 2700 осіб.
Для фінансування некомерційної діяльності ETS, як і багато інших некомерційних організацій, проводить заходи які мають на меті отримання прибутку та не пов'язані з основною діяльністю (наприклад, тестування при працевлаштуванні). Відповідно до податкового законодавства США, така діяльність може проводитися (з певними обмеженнями) самою некомерційною організацією або дочірніми організаціями з метою отримання прибутку. Більшість робіт «поза місією», проводяться такими дочірніми компаніями, як Prometric, яка проводить тести для сотень сторонніх клієнтів, ETS Global BV, яка здійснює більшу частину міжнародні операцій компанії, ETS China та ETS Canada.
Близько 25 % обсягу тестувань, які проводяться ETS, здійснюються у відповідності до контракту з Радою Коледжів, приватною асоціацією некомерційних університетів, коледжів, шкільних округів та середніх шкіл. Найпопулярнішим та найбільш відомим з тестів є SAT, який складають щороку більше 3 мільйонів учасників. ETS також розробляє та адмініструє попередній SAT / National Merit Scholarship кваліфікаційний тест (PSAT / NMSQT) та програму Advanced Placement, яка широко використовується у старших класах шкіл США для освітніх кредитів за засвоєння курсів підвищеної складності, що відіграють значну роль у вступі до вищих навчальних закладів.
З 1983 року ETS проводить Національну оцінку прогресу в освіті (NAEP), відому як «Національний звіт про освіту», за контрактом з Національним центром статистики освіти США. NAEP — єдиний національний представник, який продовжує оцінювати те, що знають та вміють американські учні. ETS несе відповідальність за координацію діяльності дев'яти організацій, які є підрядниками НАЕП в галузі розробки та друку тестів, аналізу даних та звітності.
Окрім діяльності за контрактами, яку ETS проводить для некомерційних організацій, організація пропонує власні тести зокрема включають іспити Graduate Record Examinations (GRE) (для вступу до професійних шкіл), тест з англійської мови як іноземної (TOEFL) (для вступу до вищих навчальних закладів), тест англійської мови на міжнародну комунікацію (TOEIC) (використовується в бізнесі та на виробництві) та тести серії Praxis (для ліцензування та сертифікації вчителів).
В Англії та Уельсі ETS Europe, підрозділом дочірньої організації ETS Global, було укладено контракт на оцінювання досягнень учнів у засвоєнні державних освітніх програм від імені уряду. Компанія ETS Global взяла на себе цю роль у 2008 році від Edexcel, дочірньої компанії Pearson, яка зіткнулась із регулярними проблемами при виконанні контрактних зобов'язань. Як і у випадку з Edexcel, перший рік роботи ETS Global виявив низку проблем, включаючи запізнення надходження бланків до екзаменаторів, база даних учнів була не доступна та загальнодержавні звіти мали проблеми з оформленням. Консервативна партія (торі) піддав критиці укладені контракти і підготувала досьє з переліком наявних проблем. У серпні 2008 року укладений контракт було розірвано з умовою повернення ETS 19,5 млн фунтів стерлінгів уряду та скасування рахунків на суму 4,6 млн фунтів. Згодом контракт знову був укладений з компанією Edexcel. Як і в двох попередніх контрактах проявилися значні проблеми з якістю обробки матеріалів а самі тести, які давно є предметом суперечок в англійській освітянській спільноті та серед громадськості, були піддані масовому бойкоту з боку шкіл.

## Критика
ETS піддавали критиці за «надприбуткову ділову операцію, яка є настільки ж транснаціоналіноб корпорацією, як і некомерційною установа». Через свій правовий статус неприбуткової організації ETS звільняється від сплати федерального податку на прибуток від більшості своїх операцій. Крім того, їй не потрібно повідомляти фінансову інформацію у Комісію з цінних паперів та бірж, хоча вона щороку звітує в IRS за формою 990, яка є загальнодоступною.
У відповідь на зростаючу критику монополізму в галузі освітнього оцінювання штат Нью-Йорк прийняв Закон про освітні випробування, що вимагав від ETS надавати учням доступ до конкретних тестових завдань та оцінювати аркуші відповідей.
Проблеми з національними тестами Англії у 2008 році ETS Europe стали підставою для тисяч скарг, зафіксованих Times. Їх діяльність охарактеризована у парламенті Великої Британії як «безлад», та було висунуто вимогу накладання фінансових санкцій на компанію. Скарги включали претензії щодо маркування документів а документи надсилаються в неправильні школи або втрачаються повністю. Навіть було висловлено припущення, що якість обслуговування настільки погана, що Департамент у справах дітей, шкіл та сімей (раніше Департамент освіти та навичок) не міг би опублікувати рейтингову таблицю шкіл за 2008 рік. Однак контракт було розірвано за «взаємною згодою». Уряд Великої Британії призначив комісію на чолі з лордом Сазерлендом провести розслідування щодо зриву тестування 2008 року. Комісія дійшла наступних висновків:
• основна відповідальність за збій в проведенні тестування у 2008 році покладена на ETS Global BV, яка виграла державний контракт на проведення тестування; • ключовим фактором у зриві тестування стала неготовність ETS до виконання контрактних зобов'язань в повному обсязі;
У 1983 році учні середньої школи Джеймса А. Гарфілда в Іст-Лос-Анджелесі, штат Каліфорнія, показали несподівано високі результати у Розширеному вступному тесті на залишкові знання. ETS висловило припущення, що учні могли обдурити систему тестування використавши тести минулих років. Учні повинні були підтвердити свої результати та довести факт своєї невинуватості, склавши повторний іспит, який вони також успішно склали.
Громадська організація Американці за реформу освітніх тестувань (AETR) стверджує, що ETS порушує свій статус неприбуткової організації через надмірний прибуток, виплату бонусів керівництву та членів правління (на що звернула увагу IRS). Крім того, AETR стверджує, що ETS діє неетично, продаючи матеріали для підготовки до тестів, безпосередньо лобіюючи законодавців та урядовців та відмовляючись визнавати права учасників тестування. Організація також піддає критиці ETS за примушування учасників тестування GRE до участі у дослідних експериментах під час фактичного іспиту.
У 2014 році BBC повідомила, що Міністерство внутрішніх справ Великої Британії призупинило тестування з англійської мови, яке проводили ETS після розслідування BBC, що виявило систематичні шахрайства в системі студентських віз. Секретні зйомки затверджених урядом іспитів з англійської мови, необхідні для отримання візи, показали цілі кімнати кандидатів, які мали підроблені для них тести.

## Тести, що проводяться
- Graduate Record Examinations (GRE)
- Preliminary SAT/National Merit Scholarship Qualifying Test[en] (PSAT/NMSQT)
- College Level Examination Program[en] (CLEP)
- Test of English as a Foreign Language (TOEFL)
- Test of English for International Communications[en] (TOEIC)
- Test de français international[en] (TFI)
- California High School Exit Exam[en] (CAHSEE)
- California Standardized Testing and Reporting (STAR) Program[en] — replaced by CAASPP (California Assessment of Student Performance and Progress) in 2015.
- the Praxis test[en] (successor to the NTE)
- the National Assessment of Educational Progress[en] (NAEP)
- the Examen de Admisión a Estudios de Posgrado (EXADEP)[51]

## Матеріали з теми
- Bickerstaffe, George, «Students Without IT Need Not Apply», Financial Times (London), October 26, 1998, p. 17.
- Brennan, Lisa, «ETS, Kaplan in Legal Skirmish over Test Security», New Jersey Law Journal, January 23, 1995, p. 3.
- Celis, William, III, «Computer Admissions Test Found to Be Ripe for Abuse» New York Times, December 16, 1994.
- Elson, John, «The Test That Everyone Fears», Time, November 12, 1990.
- Honan, William, «Computer Admissions Test to Be Given Less Often», The New York Times, January 4, 1995.
- Kladko, Brian, «Computer Technology Passes Judgment on Students' Essays», Record (Bergen County, N.J.), July 9, 2001.
- Merritt, Jennifer, «Why the Folks at ETS Flunked the Course», Business Week, December 29, 2003, p. 48.
- Nairn, Allan, The Reign of ETS: The Corporation That Makes Up Minds, New York: Ralph Nader, 1980.
- Nissimov, Ron, «SAT Officials to Stop Flagging Disabled Students' Tests», Houston Chronicle, July 22, 2002.
- Nowlin, Sanford, «Standardized Test Giants Lock Horns in Court over Allegedly-Stolen Secrets», San Antonio Express-News, April 8, 2001.
- Owen, David, None of the Above: Behind the Myth of Scholastic Aptitude, Boston: Houghton Mifflin, 1985.
- Sidener, Jonathan, «Educational Testing Service of Princeton, N.J., Develops New Grading System», Arizona Republic, February 1, 1999.
- Tabor, Mary B.W., «Disabled to Get an Extra Chance for S.A.T.s», The New York Times, April 1, 1994.
- «Testing Company Claims State's Bidding Process Is Unfair», Associated Press State & Local Wire, January 6, 2003.
- Vickers, Marcia, «Hate Exams? Here's a Chance to Profit from Them», The New York Times, Business Section, October 5, 1997, p. 4
- Weinstein, David, «ETS to Create Standardized English Test for Chinese Government», Associated Press State & Local Wire, July 9, 2002.
- Williams, Dennis A., «Testers V. Cram Courses», Newsweek, August 12, 1985.
- Winerip, Michael, «No. 2 Pencil Fades as Graduate Exam Moves to Computer», The New York Times, November 15, 1993.